# Stephanoidea
Stephanoidea (Стефаноидные наездники) — надсемейство насекомых из подотряда стебельчатобрюхих отряда перепончатокрылых (Hymenoptera). Включает более 360 современных видов, распространённых по всему миру (половина видов встречается в Юго-восточной Азии). Длина передних крыльев 2—20 мм, но известны и рекордсмены, например южноамериканский вид Megischus maculipennis Westwood, чья длина с яйцекладом достигает 75 мм.

## Распространение
Повсеместно, но главным образом в тропических и субтропических лесах.

## Биология
Современные представители Stephanoidea известны как эндопаразитоиды рогохвостов и древесных жуков (Buprestidae, Cerambycidae). Среди хозяев также известны жуки-долгоносики (Curculionidae), рогохвосты (Hymenoptera, Siricidae) и пчёлы.

## Систематика
Выделяют 4 семейства. Известно 26 ископаемых видов.
Мировая фауна включает 11 современных и 6 ископаемых родов и около 350 видов, в Палеарктике — 7 родов и около 20 видов. Фауна России включает 2 рода и 2 вида наездников этого семейства.
В 2009 году А. П. Расницын включает сюда ископаемое семейство наездников † Maimetshidae и † Aptenoperissidae. Ранее к надсемейству Stephanoidea относили семейства Karatavitidae (Rasnitsyn, 1963) и Ephialtitidae (Rasnitsyn, 1980; Rasnitsyn A. P., Ansorge J. and Zhang H., 2006). В 2020 году таксономический состав в связи с новыми данными был изменён на следующий: Stephanoidea (Stephanidae, Ephialtitidae, Aptenoperissidae, Ohlhoffiidae и Myanmarinidae) и отдельно Evanioidea, Orussoidea (Orussidae, Paroryssidae, Karatavitidae).

## Семейства и подсемейства
По данным Engel & Ortega-Blanco (2008):
- Семейство Stephanidae Leach, 1815
- † Семейство Maimetshidae Rasnitsyn, 1975
  - † Afrapia Rasnitsyn & Brothers, 2009[7]
  - † Afromaimetsha Rasnitsyn & Brothers, 2009[7]
  - † Ahiromaimetsha Perrichot, Azar, Nel & Engel, 2011
  - † Ahstemiam McKellar & Engel, 2011
  - † Andyrossia Rasnitsyn & Jarzembowski, 2000
  - † Guyotemaimetsha Perrichot, Nel & Néradeau, 2004[10]
  - † Iberomaimetsha Ortega-Blanco, Perrichot & Engel, 2011
  - † Maimetsha Rasnitsyn, 1975
  - † Maimetshorapia Rasnitsyn & Brothers, 2009[7]
  - † ?Cretogonalys Rasnitsyn, 1977 (мел Сибири)[11]
- † Семейство Myanmarinidae Zhang & Rasnitsyn, 2017[12]
  - † Myanmarina Zhang & Rasnitsyn, 2017
- † Семейство Ohlhoffiidae Jouault, Rasnitsyn & Perrichot, 2020[5]
  - † Ohlhoffia Jouault, Rasnitsyn & Perrichot, 2020
  - † Myanmephialtites Jouault, Rasnitsyn & Perrichot, 2020
  - † Cretephialtites Rasnitsyn & Ansorge, 2000